# Descendent
Descendent (západní bod horizontu) vytváří společně s ascendentem (východní bod horizontu) pomyslnou osu v horoskopu, která spojuje protilehlá znamení.Descendent. Na rozdíl od ascendentu, který popisuje naše vlastnosti, descendent popisuje vlastnosti a typy lidí, které přitahujeme. Může též popisovat naše vlastnosti, které si sami neuvědomujeme a spíše je potlačujeme, nebo je vidíme u druhých bez ohledu na to, zda jsou pozitivní, nebo negativní.
Každý ascendent náleží vždy jen jednomu descendentu v této závislosti:
Ascendent v Beranu - Descendent ve Vahách

Ascendent v Býku - Descendent ve Štíru

Ascendent v Blížencích - Descendent ve Střelci

Ascendent v Raku - Descendent v Kozorohu

Ascendent ve Lvu - Descendent ve Vodnáři

Ascendent v Panně - Descendent v Rybách

Ascendent ve Vahách - Descendent v Beranu

Ascendent ve Štíru - Descendent v Býku

Ascendent ve Střelci - Descendent v Blížencích

Ascendent v Kozorohu - Descendent v Raku

Ascendent ve Vodnáři - Descendent ve Lvu

Ascendent v Rybách - Descendent v Panně